# Мечеть султана Хасана
Мечеть султана Хасана (араб. جامع السلطان حسن‎) — считают стилистически самым компактным и обобщающим из всех памятников Каира. Это один из шедевров архитектуры мамлюков. Здание было построено мамлюкским султаном ан-Насиром Хасаном в 1356 году для того, чтобы быть мечетью и религиозной школой для всех четырех суннитских правовых школ (шафиитов, маликитов, ханафитов и ханбалитов).

## История
Строительство началось в 1356 году и закончилось шесть лет спустя, в 1362 году. Один из минаретов разрушился во время строительства, в результате погибли около сотни учеников медресе. Государство было в состоянии финансировать столь крупное строительство несмотря на огромные людские потери от пандемии чумы — Чёрной смерти. При возведении здания использовалась облицовка, демонтированная с великих пирамид.
Султан был убит в результате дворцового заговора прежде, чем мечеть была закончена. В мавзолее, который был предназначен для султана Хасана, вместо него похоронены двое его сыновей.

## Архитектура
Фасад 76 метров длиной и 36 метров высотой. Карнизы, входная дверь, мавзолей и монументальная лестница особенно примечательны. Стихи от Корана в изящном куфическом стиле и подлинниках сулюс украшают внутренние стены.

## В литературе
Точно дивная фата-моргана,

Виден город у ночи в плену,

Над мечетью султана Гассана

Минарет протыкает луну.— Николай Гумилёв. Из сборника "Шатёр".

## Иллюстрации

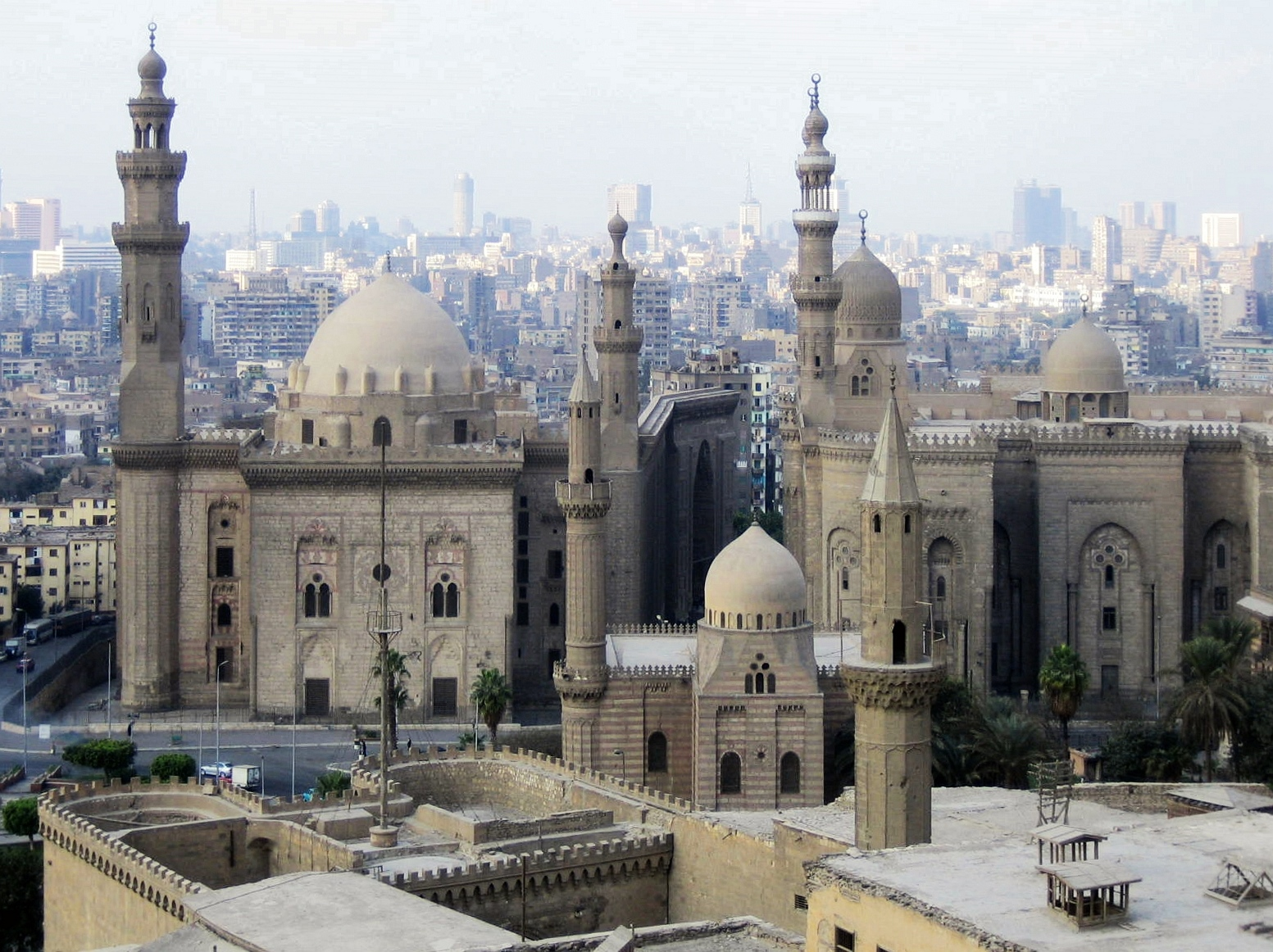
Мечеть Султана Хассана (слева), чуть далее мечеть Эль-Рифай и две небольшие оттоманские мечети
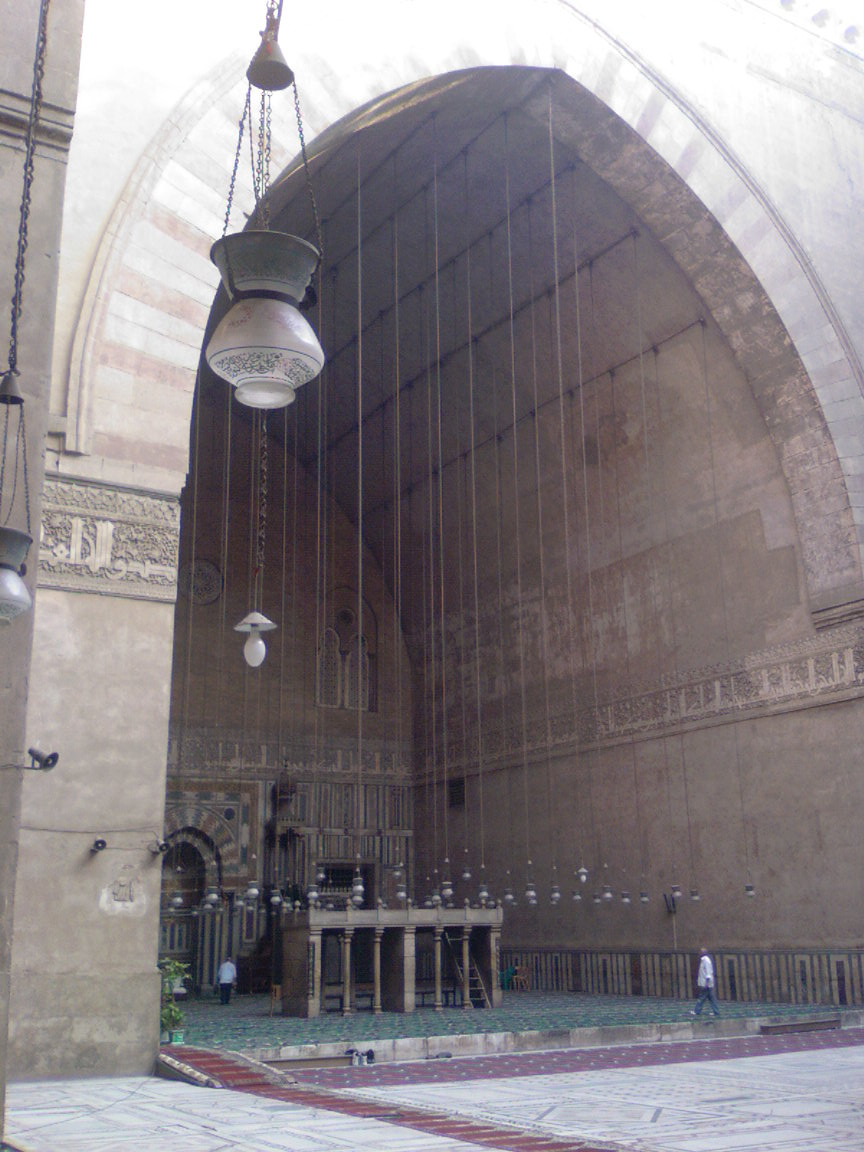
Интерьер мечети Хассана
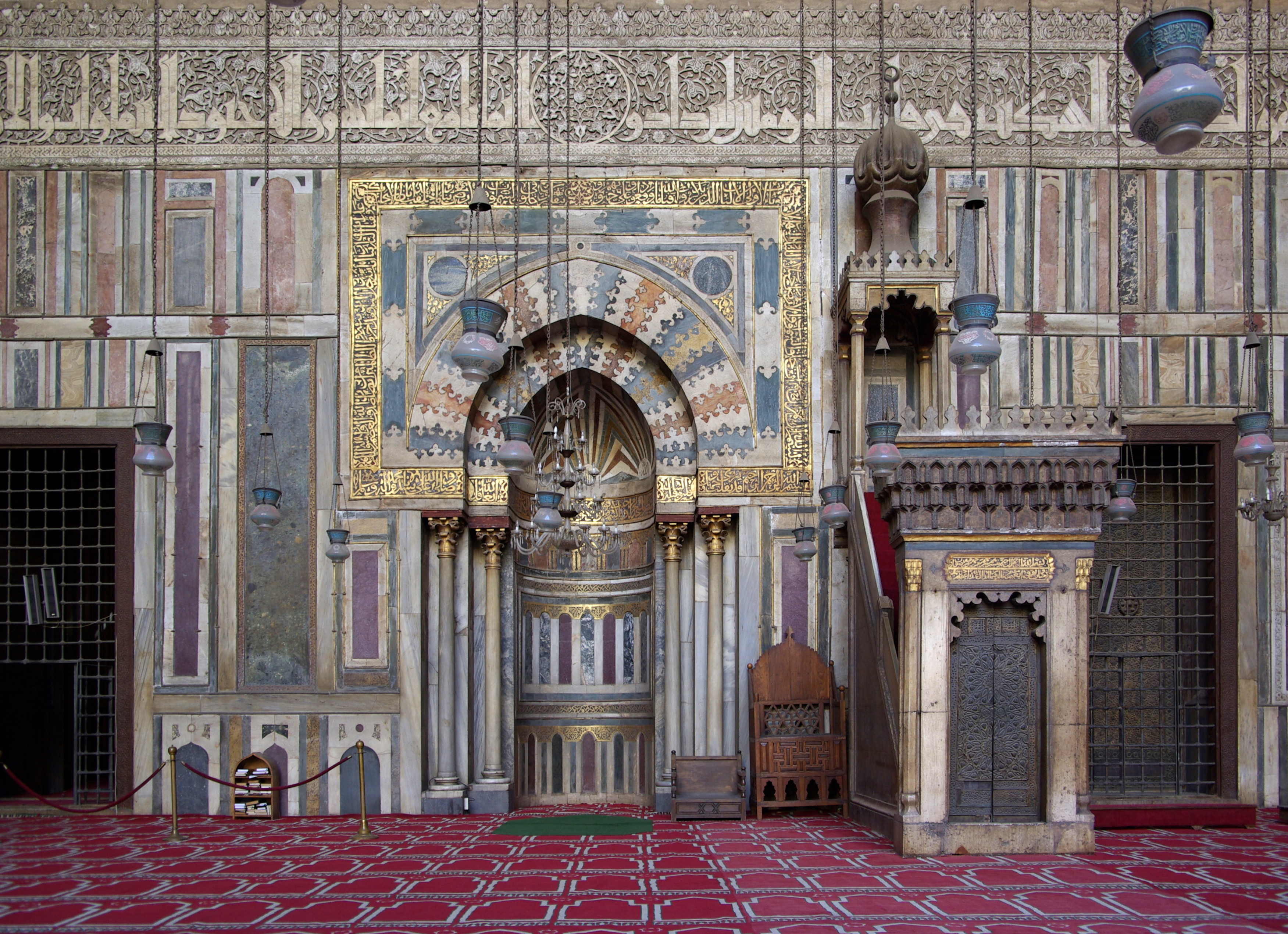
Внутреннее убранство мечети